# Gmina Koprivnički Bregi
Gmina Koprivnički Bregi (chorw. Općina Koprivnički Bregi) – gmina w Chorwacji, w żupanii kopriwnicko-kriżewczyńskiej. W 2011 roku liczyła  2381 mieszkańców.